# シーズンズ・イン・ジ・アビス
『シーズンズ・イン・ジ・アビス』（Seasons in the Abyss）は、スレイヤーが1990年に発表した5作目のアルバム。

## 解説
バンドが本作のための曲作りをしていた頃に、メガデス、テスタメント、スイサイダル・テンデンシーズとのジョイント・ツアー「クラッシュ・オブ・ザ・タイタンズ」が1990年10月からスタートすることが急に決定しており、バンドはツアー開始までに本作をリリースさせるために、急いでレコーディングを行ったという。
前作で試みたようなスロー・テンポの楽曲も含む一方、1曲目の「ウォー・アンサンブル」等、再びスピードを重視した曲も含まれており、音楽評論家のスティーヴ・ヒューイは、allmusic.comにおいて本作を「鋭く洗練されたプロダクションで、彼らのあらゆる可能性を一か所にまとめてみせた、スレイヤーのアルバムの中でも恐らく最もわかりやすい作品」と評している。
母国アメリカではBillboard 200で最高40位に達し、バンドにとって初となる全米トップ50入りを果たした。イギリスでは全英アルバムチャートで18位に達し、初のトップ20を果たした。
タイトル曲「シーズンズ・イン・ジ・アビス」は、シングルとしてもリリースされて、バンドにとって初のミュージック・ビデオも制作された。同シングルは、全英シングルチャートで51位に達した。

## 収録曲
1. ウォー・アンサンブル - "War Ensemble" - 4:51
  - 作詞：トム・アラヤ、ジェフ・ハンネマン／作曲：ジェフ・ハンネマン
2. ブラッド・レッド - "Blood Red" - 2:47
  - 作詞：トム・アラヤ／作曲：ジェフ・ハンネマン
3. スピリット・イン・ブラック - "Spirit in Black" - 4:07
  - 作詞：ケリー・キング／作曲：ジェフ・ハンネマン
4. エクスペンダブル・ユース - "Expendable Youth" - 4:09
  - 作詞：トム・アラヤ／作曲：ケリー・キング
5. デッド・スキン・マスク - "Dead Skin Mask" - 5:20
  - 作詞：トム・アラヤ／作曲：ジェフ・ハンネマン
6. ハロウド・ポイント - "Hallowed Point" - 3:23
  - 作詞：トム・アラヤ、ジェフ・ハンネマン／作曲：ジェフ・ハンネマン、ケリー・キング
7. スケルトンズ・オブ・ソサエティ - "Skeletons of Society" - 4:40
  - 作詞・作曲：ケリー・キング
8. テンプテーション - "Temptation" - 3:25
  - 作詞・作曲：ケリー・キング
9. ボーン・オブ・ファイア - "Born of Fire" - 3:07
  - 作詞：ケリー・キング／作曲：ジェフ・ハンネマン、ケリー・キング
10. シーズンズ・イン・ジ・アビス - "Seasons in the Abyss" - 6:38
  - 作詞：トム・アラヤ／作曲：ジェフ・ハンネマン

## 参加ミュージシャン
- トム・アラヤ - ボーカル、ベース
- ジェフ・ハンネマン - ギター
- ケリー・キング - ギター
- デイヴ・ロンバード - ドラムス